# 보이코 보리소프

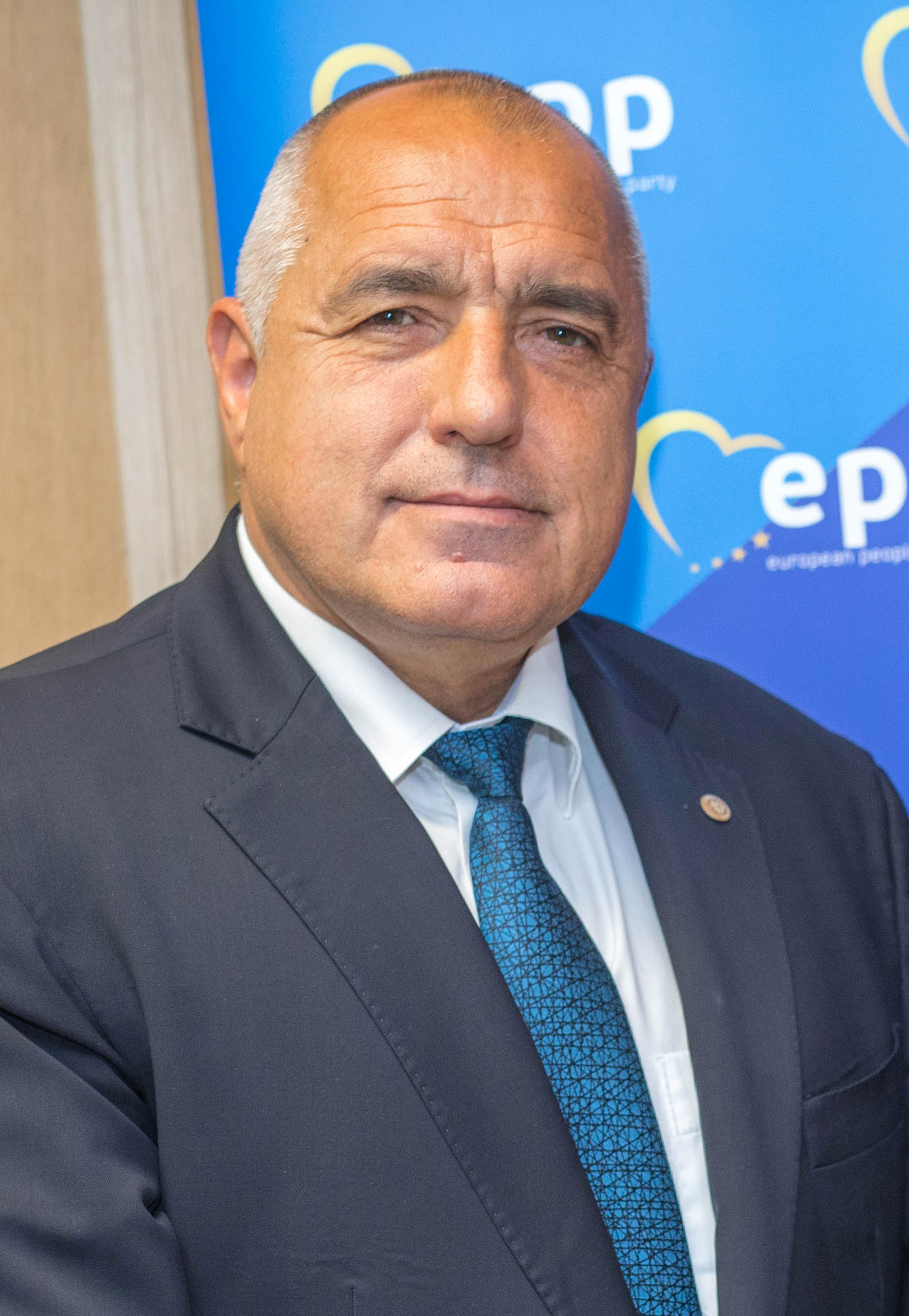
보이코 보리소프 불가리아 총리 (2019년 모습)

보이코 메토디예프 보리소프(불가리아어: Бойко Методиев Борисов, 1959년 6월 13일 ~ )는 불가리아의 총리이다. 그는 2005년 11월 8일부터 선거 전까지 소피아의 시장으로 재임했었다.
그의 당 유럽 발전을 위한 불가리아 시민(GERB)이 7월 초에 실시한 2009년 불가리아 의회 선거에서 승리한 후, 2009년 7월 27일에 불가리아의 50번째 총리가 되었다.
총리가 되기 전까지 여러 직업을 거쳤다. 가라데 공인 7단인 그는 20대에 소방관, 경찰로 근무했으며 나중에 경찰서장, 내무부 장관으로 근무했다. 2005년에는 소피아 시장을 역임했다.
2016년 11월에 실시된 불가리아 대선에 집권당이 패배로 11월 16일 총리직을 사임을 표명하였다. 그 후 2017년 1월 27일에 총리직을 사임하였다.
이후 2017년 5월 4일 보리소프는 총리직에 다시 복귀했다.